# Wakamiya (Fukuoka)
Wakamiya (jap. 若宮町 Wakamiya-machi) war eine Stadt im Kurate-gun in der Präfektur Fukuoka in Japan.

## Geschichte
Wakamiya schloss sich am 11. Februar 2006 mit Miyata zusammen, um die Shi Miyawaka zu gründen.